# Telamoptilia geyeri
Telamoptilia geyeri är en fjärilsart som först beskrevs av Lajos Vári 1961.  Telamoptilia geyeri ingår i släktet Telamoptilia och familjen styltmalar.
Artens utbredningsområde är Zimbabwe. Inga underarter finns listade i Catalogue of Life.